# AB Fashion Day
AB Fashion Day, también conocida como Albacete Fashion Day, es una pasarela de moda que se celebra anualmente en la ciudad española de Albacete.

## Historia
Su primera edición arrancó en 2014 con la presencia de algunos de los mejores diseñadores de moda de España como Amaya Arzuaga, Beatriz Peñalver, Eva Soto Conde, Ana Locking,  Yono Taola, Juan Vidal, Maya Hansen o Miguel Marinero.

## El escenario
El evento se celebra en el hall del moderno Palacio de Congresos de Albacete. Su primera edición reunió a más de 850 personas y modelos procedentes de todo el mundo.

## Características
El evento, que convierte a Albacete en la capital española de la moda, está patrocinado por el Gobierno de Castilla-La Mancha. La edición de 2015 homenajeó al Quijote con motivo de la celebración del IV centenario de la publicación de su segunda parte.